# Бетюнцы
Бетюнцы (якут. Бөтүҥ) — село в Амгинском улусе Якутии России. Административный центр Бетюнского наслега. Большинство жителей якуты.
Население 1311 чел. (2021) .

## География
Село расположено на юго-востоке Центральной Якутии, по левому берегу реки Амга.
Расстояние до улусного центра — села Амга — 9 км.
ул. Берёзовая, ул. им А.Васильевой, ул. им Е.Николаева, ул. им К.Онуфриевой, ул. им М.Нестерева, ул. им П.Васильева, ул. им Р.Петрова, ул. Кирова, ул. Комсомольская, ул. Лесная, ул. Мира, ул. Молодёжная, ул. Набережная, ул. Советская, ул. Чапаева.

## История
Согласно Закону Республики Саха (Якутия) от 30 ноября 2004 года № 173-З № 353-III село является административным центром сельского поселения Бетюнский наслег.

## Население
| 1989 | 2002  | 2010  | 2021  |
| ---- | ----- | ----- | ----- |
| 1100 | ↗1255 | ↘1216 | ↗1311 |

Гендерный состав
По данным Всероссийской переписи населения 2010 года в гендерной структуре населения из 1216 человек мужчин — 587, женщин — 629 (48,3 и 51,7 % соответственно).
Национальный состав
Согласно результатам переписи 2002 года, в национальной структуре населения якуты составляли 94 % от общей численности населения в 1255 чел..

## Инфраструктура
Летом 2019 года открыт спортивный комплекс
Строится здание школы на 220 учащихся
почтовое отделение 678603.

## Транспорт
В рамках подпрограммы «Устойчивое развитие сельских территорий» в 2019 году строится региональная автомобильная дорога «Бетюнцы»